# Le Gendarme de Saint-Tropez
Le Gendarme de St. Tropez is een Franse komische film uit 1964 met Louis de Funès in de hoofdrol, geregisseerd door Jean Girault. Het is de eerste van de in totaal zes Le Gendarme-films.

## Verhaal
Het verhaal begint als Ludovic Cruchot (gespeeld door Louis de Funès), een gendarme uit een klein Frans dorpje, wordt bevorderd en overgeplaatst naar de bekende Franse badplaats Saint-Tropez en onder bevel komt te staan van adjudant Jérôme Gerber (gespeeld door Michel Galabru). Al snel krijgen de gendarmen een groot probleem: een groep koppig volhardende nudisten. Cruchot bedenkt een slim, groots opgezet plan om de nudisten te arresteren, wat uiteindelijk lukt.
Enige tijd later ontdekt Cruchot dat zijn dochter Nicole (gespeeld door Geneviève Grad) met haar vriendje een dure sportauto heeft gestolen en hiermee gecrasht is in een diepe kuil. Met wat behendigheid krijgt Cruchot de sportauto weer aan de praat, maar hij ziet dat onder de losse spullen die hij net uit de auto heeft gegooid, zich een gestolen schilderij van Rembrandt bevindt, behoorlijk waardevol dus. De dief, een rijke crimineel die met zijn jacht in St. Tropez ligt, ontvoert dan Cruchot.
Uiteindelijk weten Nicole en haar vrienden de ontvoerders te grijpen en wordt het schilderij teruggebracht naar de rechtmatige eigenaar.

## Rolverdeling
| Acteur          | Personage       | Opmerkingen |
| --------------- | --------------- | ----------- |
| Louis de Funès  | Ludovic Cruchot | Hoofdrol    |
| Geneviève Grad  | Nicole Cruchot  | Hoofdrol    |
| Michel Galabru  | Jérôme Gerber   |             |
| Daniel Cauchy   | Richard         |             |
| Christian Marin | Albert Merlot   |             |
| Jean Lefebvre   | Lucien Fougasse |             |
| Guy Grosso      | Tricard         |             |
| Michel Modo     | Berlicot        |             |
| Yves Vincent    | le Colonel      |             |

## Filmlocaties
Het kantoor van de gendarmerie in de film betrof het daadwerkelijke gebouw dat de Gendarmerie Nationale toen gebruikte in Saint-Tropez. Het gebouw aan de Place Blanqui bestaat nog steeds en heeft nog steeds dezelfde herkenbare buitenkant met de tekst 'Gendarmerie Nationale'. Het is echter niet meer in gebruik bij de gendarmerie. Wel werd de gevel in 2008 nog gerestaureerd en is er in 2016 een museum in gevestigd, het Musée de la gendarmerie et du cinéma.
Het naaktstrand is opgenomen in de Baie des Canebiers. Deze baai ligt ten oosten van het dorp.

## Trivia
- De Gendarmerie Nationale is een op militaire leest geschoeide politie-organisatie in Frankrijk, die vooral op het platteland werkzaam is.
- Le Gendarme de Saint-Tropez begint in zwart/wit, als Louis de Funès gendarme is in een klein pittoresk Frans dorpje. Eenmaal in het zonnige en bruisende Saint-Tropez aangekomen gaat de film over in kleur.